# Ozieri
Ozieri település Olaszországban, Szardínia régióban, Sassari megyében. Lakosainak száma 9836 fő (2023. január 1.). Ozieri Ardara, Chiaramonti, Erula, Mores, Oschiri, Tula, Ittireddu, Nughedu San Nicolò és Pattada községekkel határos.. Az Ozieri egyházmegye püspöki székvárosa.

## Népesség
A település lakossága az elmúlt években az alábbi módon változott:
| Lakosok száma | 10 594 | 10 575 | 9836 |
|               | 2017   | 2018   | 2023 |